# Zurbao / Zurbano
Zurbao / Zurbano (baskiska: Zurbao) är en ort i Spanien.   Den ligger i provinsen Araba / Álava och regionen Baskien, i den norra delen av landet, 290 km norr om huvudstaden Madrid. Zurbao / Zurbano ligger 512 meter över havet och antalet invånare är 153.
Terrängen runt Zurbao / Zurbano är platt norrut, men söderut är den kuperad. Runt Zurbao / Zurbano är det tätbefolkat, med 442 invånare per kvadratkilometer. Närmaste större samhälle är Vitoria, 5,0 km sydväst om Zurbao / Zurbano. Trakten runt Zurbao / Zurbano består till största delen av jordbruksmark.